# Torre Eiffel
Torre Eiffel (em francês:  Tour Eiffel, /tuʀ ɛfɛl/) é uma torre de treliça de ferro forjado no Champ de Mars, em Paris, França. Tem o nome do engenheiro Gustave Eiffel, cuja empresa projetou e construiu a torre.
Localmente apelidada de "Dama de Ferro" (em francês:  La dame de fer), foi construída de 1887 a 1889 como a peça central da Exposição Universal de 1889 e foi inicialmente criticada por alguns dos principais artistas e intelectuais franceses por seu design, mas tornou-se um ícone cultural global da França e uma das estruturas mais reconhecidas do mundo. A Torre Eiffel é o monumento pago mais visitado do mundo; 6,91 milhões de pessoas subiram na torre em 2015. Foi designado um monumento histórico em 1964 e foi nomeado parte do Patrimônio Mundial pela UNESCO ("Paris, Margens do Sena") em 1991.
A torre tem 330 metros de altura, aproximadamente a mesma altura de um edifício de 110 andares, e é a estrutura mais alta de Paris. Sua base é quadrada, medindo 125 metros de cada lado. Durante sua construção, a Torre Eiffel ultrapassou o Monumento de Washington para se tornar a estrutura mais alta do mundo feita pelo homem, título que manteve por 41 anos até que o Edifício Chrysler em Nova York foi concluído em 1930. Foi a primeira estrutura do mundo a ultrapassar a marca dos 200 e 300 metros de altura. Devido à adição de uma antena de transmissão no topo da torre em 1957, agora ela é 5,2 metros mais alta que o Edifício Chrysler. Excluindo os transmissores, a Torre Eiffel é a segunda estrutura autônoma mais alta da França depois do Viaduto de Millau.
A torre tem três andares para visitantes, com restaurantes no primeiro e segundo níveis. A plataforma superior do andar superior fica a 276 m acima do solo — o deck de observação mais alto acessível ao público na União Europeia. Os ingressos podem ser adquiridos para subir por escadas ou elevador para o primeiro e segundo andares. A subida do nível do solo para o primeiro andar é de mais de 300 degraus, assim como a subida do primeiro nível para o segundo, fazendo toda a subida ser composta por 600 degraus. Embora haja uma escada para o primeiro andar, geralmente ele é acessível apenas por elevador.

## História

### Projeto

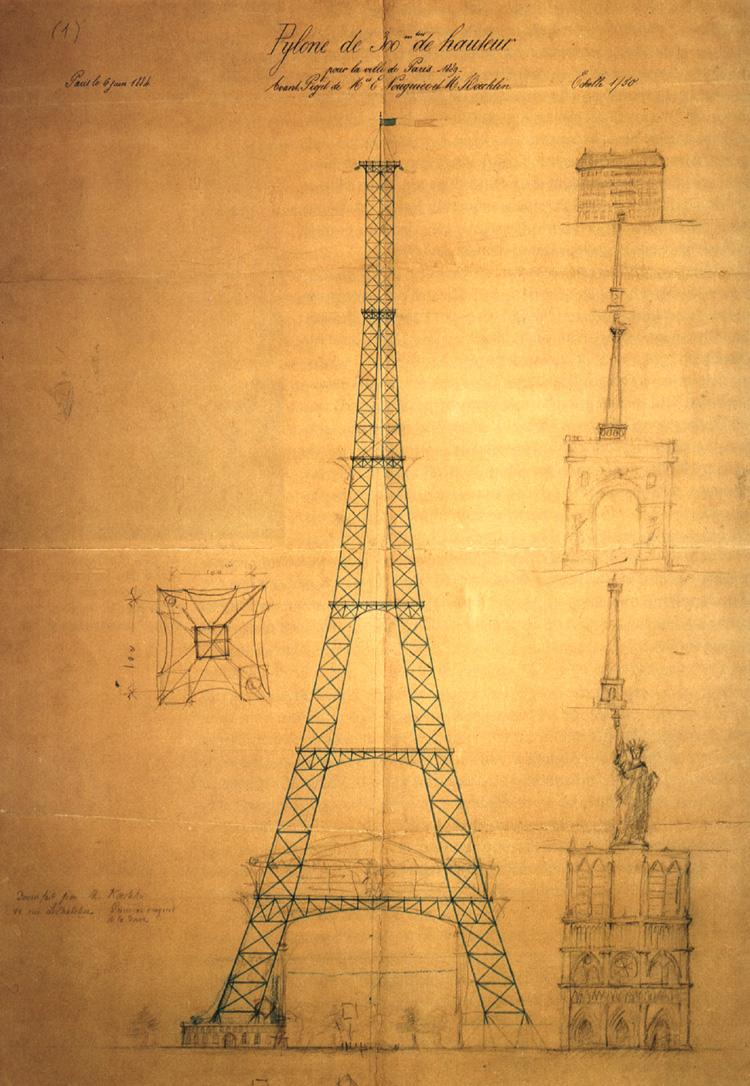
Primeiro desenho da Torre Eiffel por Maurice Koechlin incluindo comparação de tamanho com outros marcos parisienses

Dimensões da Torre Eiffel

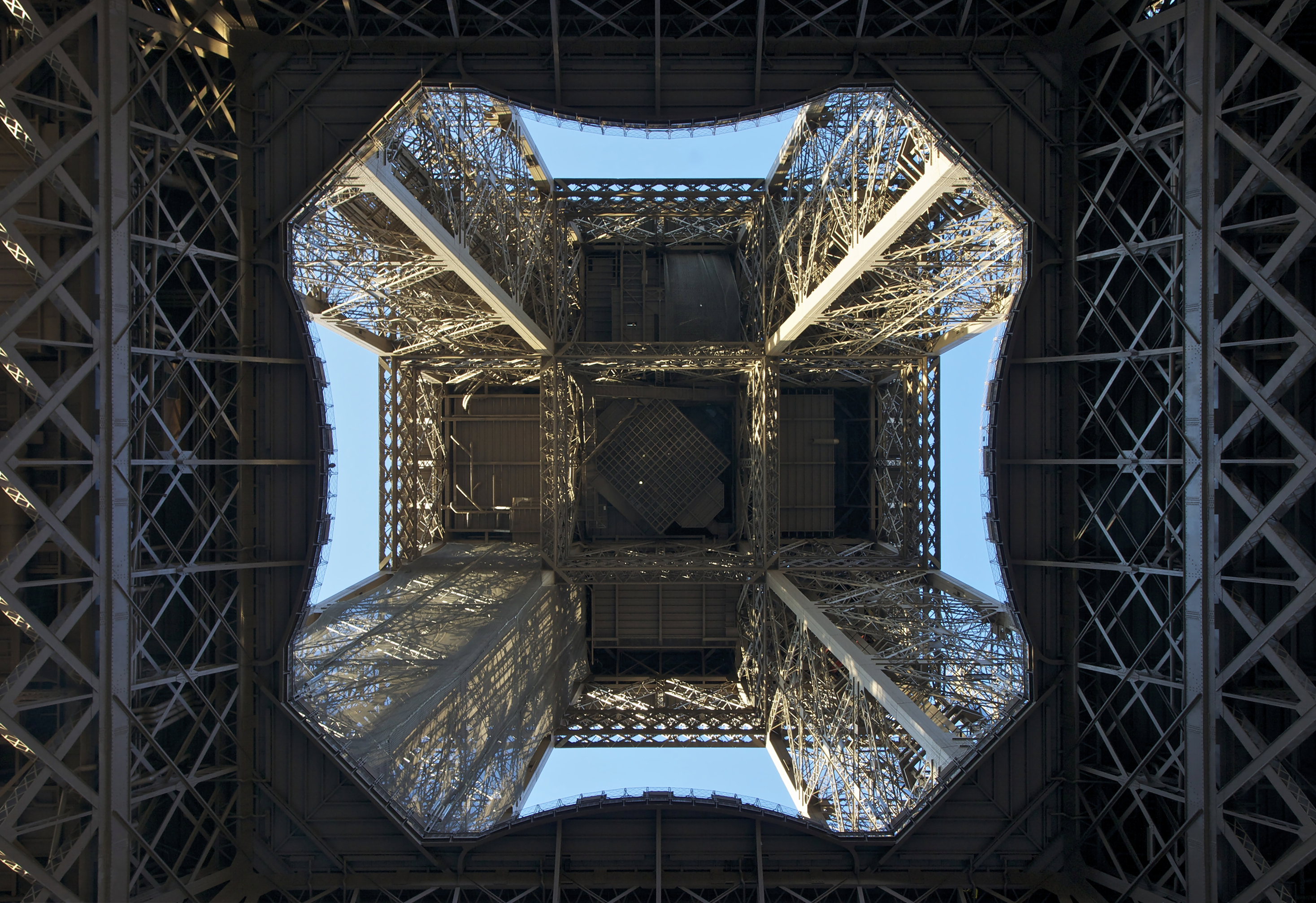
A Torre Eiffel vista de baixo

O projeto da Torre Eiffel é atribuído a Maurice Koechlin e Émile Nouguier, dois engenheiros seniores que trabalham para a Compagnie des Établissements Eiffel de Gustave Eiffel. Foi idealizado após discussão sobre uma peça central adequada para a proposta de Exposição Universal de 1889, uma feira mundial para celebrar o centenário da Revolução Francesa. Eiffel reconheceu abertamente que a inspiração para uma torre veio do Observatório Latting construído na cidade de Nova York em 1853. Em maio de 1884, trabalhando em casa, Koechlin fez um esboço de sua ideia, descrita por ele como "um grande pilão, consistindo em quatro vigas treliçadas separadas na base e unidas no topo, unidas por treliças de metal em intervalos regulares".
Eiffel inicialmente mostrou pouco entusiasmo com o projeto, mas aprovou um estudo mais aprofundado, e os dois engenheiros pediram a Stephen Sauvestre, chefe do departamento de arquitetura da empresa, que contribuísse. Sauvestre acrescentou arcos decorativos à base da torre, um pavilhão de vidro ao primeiro nível e outros enfeites. A nova versão ganhou o apoio de Eiffel: ele comprou os direitos da patente sobre o projeto que Koechlin, Nougier e Sauvestre haviam retirado, e o projeto foi exibido na Exposição de Artes Decorativas no outono de 1884 sob o nome da empresa. Em 30 de março de 1885, Eiffel apresentou seus planos à Société des Ingénieurs Civils; depois de discutir os problemas técnicos e enfatizar os usos práticos da torre, ele terminou sua palestra dizendo que a torre simbolizaria:
"não apenas a arte do engenheiro moderno, mas também o século da Indústria e da Ciência em que vivemos, e para o qual o caminho foi preparado pelo grande movimento científico do século XVIII e pela Revolução de 1789, para a qual este monumento será construído como uma expressão de gratidão da França."
Pouco progresso foi feito até 1886, quando Jules Grévy foi reeleito como presidente da França e Édouard Lockroy foi nomeado ministro do comércio. Um orçamento para a exposição foi aprovado e, em 1.º de maio, Lockroy anunciou uma alteração nos termos do concurso geral que estava sendo realizado para uma peça central da exposição, o que efetivamente tornou a seleção do projeto de Eiffel uma conclusão precipitada, pois as inscrições tinham que incluir um estudo para uma torre de metal de quatro lados de 300 m no Champ de Mars.
Em 12 de maio, uma comissão foi criada para examinar os projetos de Eiffel e de seus rivais, que, um mês depois, decidiram que todas as propostas, exceto a de Eiffel, eram impraticáveis ou carentes de detalhes. Após algum debate sobre a localização exata da torre, um contrato foi assinado em 8 de janeiro de 1887. Eiffel o assinou agindo em sua própria capacidade e não como representante de sua empresa, o contrato concedendo-lhe 1,5 milhão de francos para os custos de construção: menos de um quarto dos estimados 6,5 milhões de francos. Eiffel deveria receber todas as receitas da exploração comercial da torre durante a exposição e pelos próximos 20 anos. Mais tarde, ele estabeleceu uma empresa separada para administrar a torre, colocando-o metade do capital necessário.
O Crédit Industriel et Commercial (C.I.C.) ajudou a financiar a construção da Torre Eiffel. De acordo com uma investigação do The New York Times sobre o legado colonial da França no Haiti, na época da construção da torre, o banco estava adquirindo fundos de empréstimos predatórios relacionados à controvérsia de indenização haitiana — uma dívida imposta ao Haiti pela França para pagar pelos escravos perdidos após a Revolução Haitiana — e transferir a riqueza do Haiti para a França. O Times informou que o C.I.C. se beneficiou de um empréstimo que exigia que o governo haitiano pagasse ao banco e seu parceiro quase metade de todos os impostos que arrecadava sobre as exportações, escrevendo que ao "efetivamente sufocar a principal fonte de renda do país", o C.I.C. "deixou um legado incapacitante de extração financeira e esperanças frustradas — mesmo para os padrões de uma nação com uma longa história de ambos".

### Construção

Construção da torre entre 1887 e 1889

O trabalho nas fundações começou em 28 de janeiro de 1887. Aqueles para as pernas leste e sul eram simples, com cada perna apoiada em quatro lajes de concreto de 2 m, uma para cada uma das vigas principais de cada perna. Os trechos oeste e norte, mais próximos do rio Sena, eram mais complicados: cada laje precisava de duas estacas instaladas usando caixotões de ar comprimido de 15 m de comprimento e 6 de diâmetro cravados a uma profundidade de 22 m para suportar as lajes de concreto, que tinham 6 m de espessura.
Cada sapata da torre foi ancorada à pedra por um par de parafusos de 10 cm de diâmetro e 7,5 m de comprimento. As fundações foram concluídas em 30 de junho e a construção da ferragem começou. O trabalho visível no local foi complementado pela enorme quantidade de trabalhos preparatórios que ocorreram nos bastidores: o escritório de desenho produziu 1,7 mil desenhos gerais e 3 629 desenhos detalhados das 18 038 peças diferentes da estrutura. A tarefa de desenhar os componentes foi complicada pelos ângulos complexos envolvidos no projeto e o grau de precisão exigido: a posição dos furos dos rebites foi especificada dentro de 1 mm (0,04 pol.) e os ângulos calculados para um segundo de arco. Os componentes acabados, alguns já rebitados em subconjuntos, chegaram em carroças puxadas por cavalos de uma fábrica no subúrbio parisiense de Levallois-Perret e foram primeiro aparafusados, com os parafusos sendo substituídos por rebites à medida que a construção avançava. Nenhuma perfuração ou modelagem foi feita no local: se alguma peça não se encaixasse, ela era enviada de volta à fábrica para alteração. Ao todo, 18 038 peças foram unidas usando 2,5 milhões de rebites.
No início, as pernas foram construídas como consolas, mas cerca da metade do caminho para a construção do primeiro andar foi interrompida para criar um andaime. Isso renovou as preocupações sobre a integridade estrutural da torre e manchetes sensacionalistas como "Eiffel se Suicida!" e "Gustave Eiffel Enlouqueceu: Ele Foi Confinado em um Asilo" apareceram na imprensa dos tabloides. Nesta fase, um pequeno guindaste projetado para subir a torre foi instalado em cada perna. Eles fizeram uso das guias para os elevadores que deveriam ser montados nas quatro pernas. A fase crítica de juntar as pernas no primeiro nível foi concluída no final de março de 1888. Embora a serralharia tenha sido preparada com a máxima atenção aos detalhes, foram tomadas providências para realizar pequenos ajustes para alinhar precisamente as pernas da torre; macacos hidráulicos foram montados nas sapatas na base de cada perna, capazes de exercer uma força de 800 toneladas, e as pernas foram construídas intencionalmente em um ângulo um pouco mais íngreme do que o necessário, sendo apoiadas por caixas de areia no andaime. Embora a construção tenha envolvido 300 funcionários no local, devido às precauções de segurança de Eiffel e ao uso de passarelas móveis, grades de proteção e telas, apenas uma pessoa morreu.

### Inauguração e a exposição de 1889

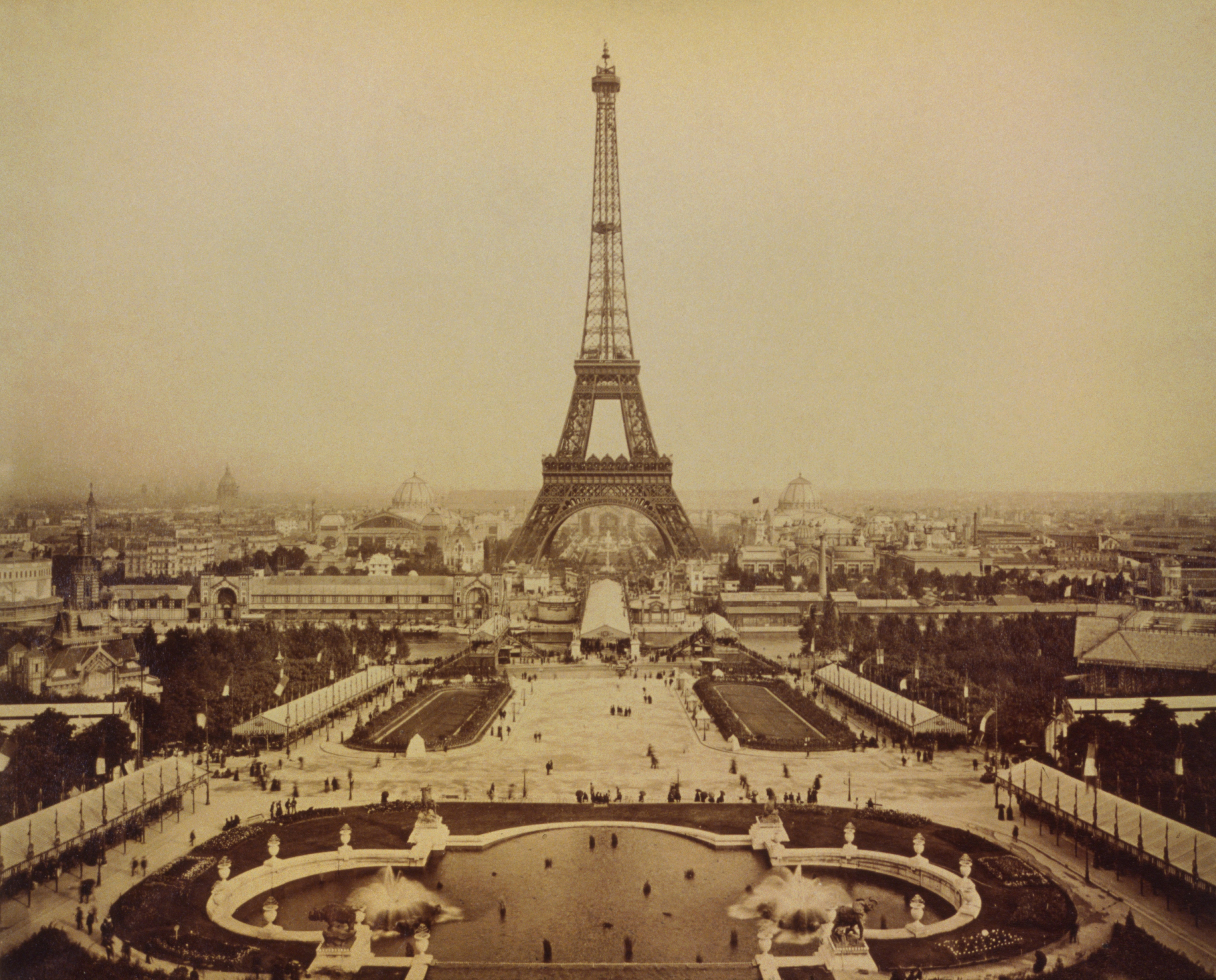
A Torre Eiffel durante a Exposição Universal de 1889

A principal obra estrutural foi concluída no final de março de 1889 e, em 31 de março, Eiffel celebrou levando um grupo de funcionários do governo, acompanhados por representantes da imprensa, ao topo da torre. Como os elevadores ainda não estavam em operação, a subida foi feita a pé e durou mais de uma hora, com Eiffel parando com frequência para explicar várias características da estrutura. A maioria do grupo optou por parar nos níveis mais baixos, mas alguns, incluindo o engenheiro estrutural, Émile Nouguier, o chefe de construção, Jean Compagnon, o presidente da Câmara Municipal, e repórteres do Le Figaro e Le Monde Illustré, completaram a subida. Às 14h35, Eiffel içou uma grande bandeira francesa acompanhado de uma salva de 25 tiros disparada no primeiro nível da torre.
Ainda havia trabalho a fazer, principalmente nos elevadores e instalações, e a torre só foi aberta ao público nove dias após a abertura da Exposição Universal de 1889 em 6 de maio; mesmo assim, os elevadores não haviam sido concluídos. A torre foi um sucesso instantâneo com o público e quase 30 mil visitantes fizeram a subida de 1710 degraus até o topo antes que os elevadores entrassem em serviço em 26 de maio. Os ingressos custavam 2 francos para o primeiro nível, 3 para o segundo e 5 para o superior, com entrada pela metade do preço aos domingos. Até o final da exposição a torre recebeu 1 896 987 visitantes.

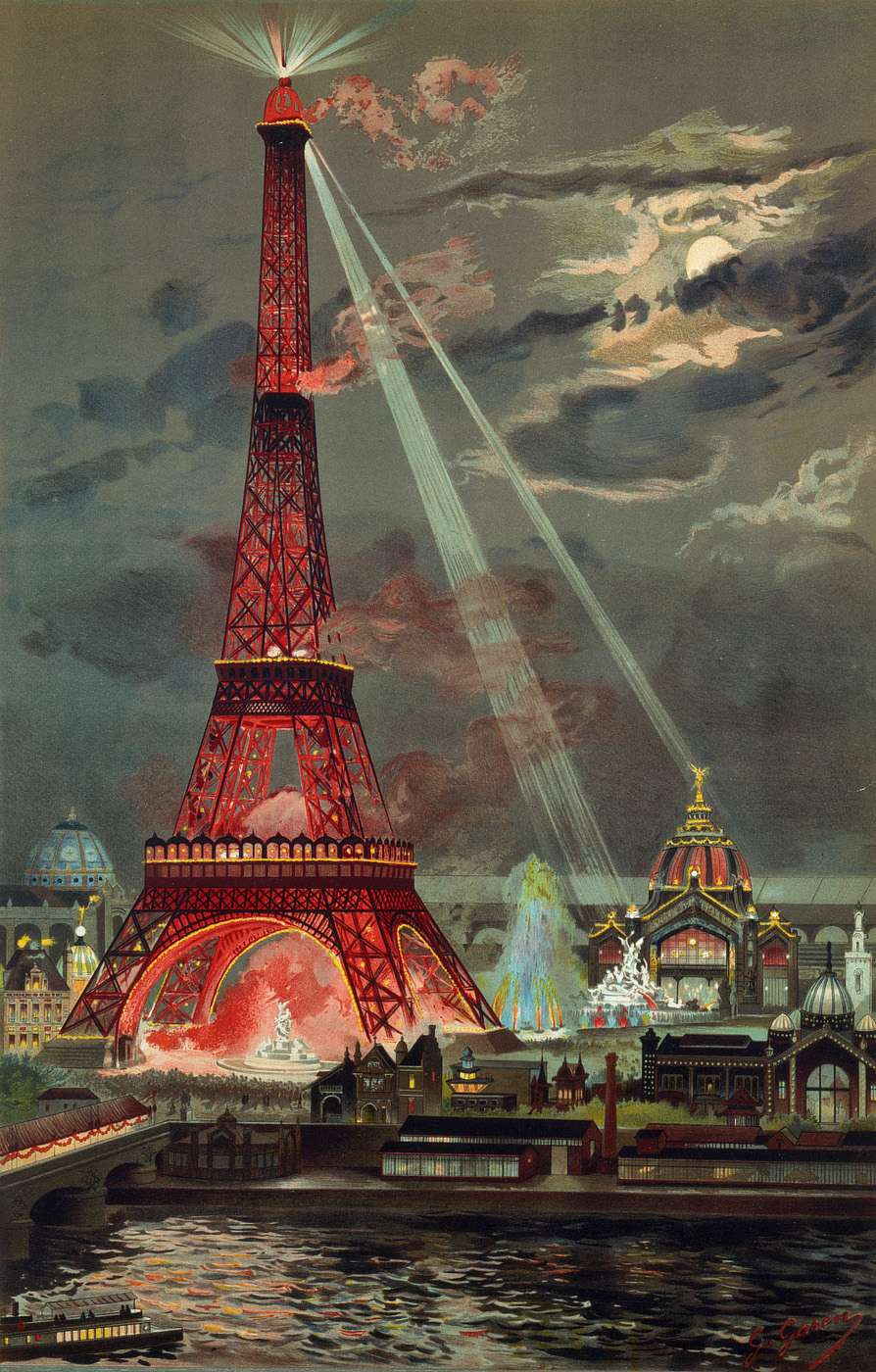
Iluminação da torre à noite durante a exposição de 1889

No topo da torre, havia uma estação de correios onde os visitantes podiam enviar cartas e postais como recordação da sua visita. Os grafiteiros também eram atendidos: folhas de papel foram montadas nas paredes todos os dias para que os visitantes registrassem suas impressões da torre. Gustave Eiffel descreveu algumas das respostas como vraiment curieuse ("verdadeiramente curiosa").
Visitantes famosos da torre incluíam Eduardo VII do Reino Unido, Sarah Bernhardt, Buffalo Bill Cody (seu show no Velho Oeste era uma atração na exposição) e Thomas Edison. Eiffel convidou Edison para seu apartamento privado no topo da torre, onde Edison o presenteou com um de seus fonógrafos, uma nova invenção e um dos muitos destaques da exposição.
Eiffel tinha uma licença para a torre permanecer por 20 anos. A estrutura deveria ter sido desmantelada em 1909, quando sua propriedade seria revertida para a cidade de Paris. A cidade havia planejado derrubá-la (parte das regras originais do concurso para projetar uma torre era que ela deveria ser fácil de desmontar), mas como a torre provou ser valiosa para a radiotelegrafia, ela foi autorizada a permanecer após a expiração do prazo e, a partir de 1910, também se tornou parte do International Time Service.
Eiffel usou seu apartamento no topo da torre para realizar observações meteorológicas e também usou a torre para realizar experimentos sobre a ação da resistência do ar em corpos em queda.

### Eventos subsequentes
Para a Exposição Universal de 1900, os elevadores nas pernas leste e oeste foram substituídos por elevadores que vão até o segundo nível construído pela empresa francesa Fives-Lille. Estes tinham um mecanismo de compensação para manter o nível do piso à medida que o ângulo de subida mudava no primeiro nível e eram acionados por um mecanismo hidráulico, cuja pressão era fornecida por acumuladores pressurizados localizados próximos a esse mecanismo.
Em 19 de outubro de 1901, o brasileiro Alberto Santos-Dumont, pilotando seu dirigível No. 6, ganhou um prêmio de 100 mil francos oferecido por Henri Deutsch de la Meurthe para a primeira pessoa a fazer um voo de St. Cloud para a Torre Eiffel e voltasse em menos de meia hora.
Muitas inovações ocorreram na Torre Eiffel no início do século XX. Em 1910, o padre Theodor Wulf mediu a energia radiante no topo e na base da torre. Ele encontrou mais no topo do que o esperado, descobrindo incidentalmente o que hoje é conhecido como raios cósmicos. Dois anos depois, em 4 de fevereiro de 1912, o alfaiate austríaco Franz Reichelt morreu após pular do primeiro nível da torre (uma altura de 57 m) para demonstrar seu projeto de pára-quedas. Em 1914, com a eclosão da Primeira Guerra Mundial, um transmissor de rádio localizado na torre bloqueou as comunicações de rádio alemãs, dificultando seriamente seu avanço em Paris e contribuindo para a vitória dos Aliados na Primeira Batalha do Marne. De 1925 a 1934, letreiros luminosos da Citroën adornavam três dos lados da torre, tornando-a o espaço publicitário mais alto do mundo na época. Em abril de 1935, a torre foi usada para fazer transmissões experimentais de televisão de baixa resolução, usando um transmissor de ondas curtas de 200 watts de potência. Em 17 de novembro, um transmissor melhorado de 180 linhas foi instalado.
Em duas ocasiões separadas, mas relacionadas, em 1925, o vigarista Victor Lustig "vendeu" a torre por sucata. Um ano depois, em fevereiro de 1926, o piloto Leon Collet foi morto tentando voar sob a torre. Sua aeronave ficou emaranhada em uma antena pertencente a uma estação sem fio. Um busto de Gustave Eiffel por Antoine Bourdelle foi inaugurado na base da perna norte em 2 de maio de 1929. Em 1930, a torre perdeu o título de estrutura mais alta do mundo quando o Edifício Chrysler em Nova York. Em 1938, a arcada decorativa ao redor do primeiro nível foi removida.

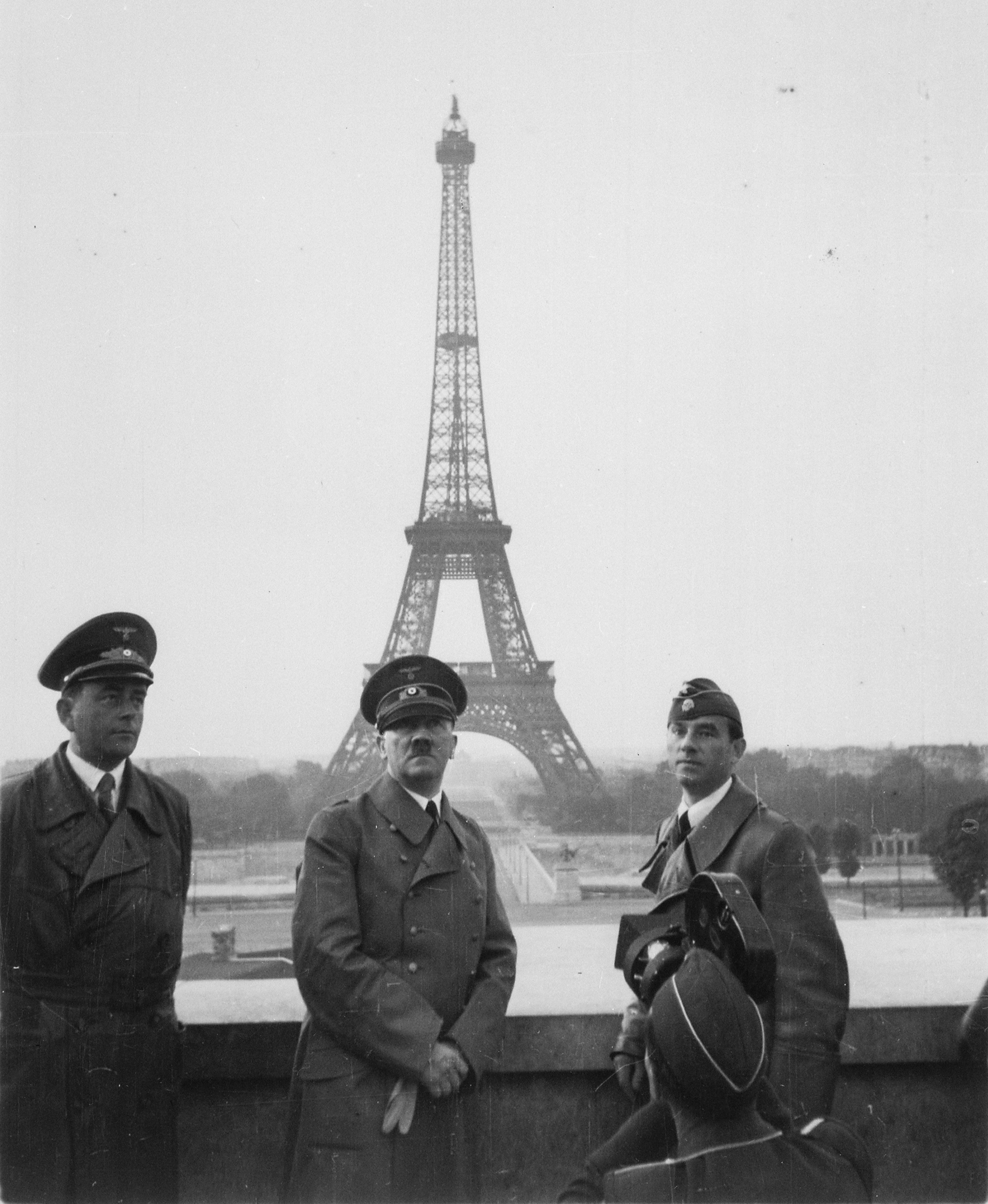
Adolf Hitler em Paris com o arquiteto Albert Speer (esquerda) e o escultor Arno Breker (direita), em 23 de junho de 1940, após o fim da Batalha da França

Após a ocupação alemã de Paris em 1940, durante a Segunda Guerra Mundial, os cabos dos elevadores foram cortados pelos franceses. A torre foi fechada ao público durante a ocupação e os elevadores não foram reparados até 1946. Em 1940, os soldados alemães tiveram que escalar a torre para içar uma Reichskriegsflagge com suástica, mas a bandeira era tão grande que voou apenas algumas horas depois de ter sido instalada, sendo depois substituída por uma menor. Ao visitar Paris, Adolf Hitler optou por ficar no chão. Quando os Aliados estavam se aproximando de Paris em agosto de 1944, Hitler ordenou que o general Dietrich von Choltitz, o governador militar de Paris, destruísse a torre junto com o resto da cidade. Von Choltitz desobedeceu a ordem. Em 25 de junho, antes que os alemães fossem expulsos de Paris, a bandeira alemã foi substituída por uma bandeira francesa por dois homens do Museu Naval Francês, que derrotaram por pouco três homens liderados por Lucien Sarniguet, que havia baixado a bandeira francesa em 13 de junho de 1940, quando Paris caiu para os alemães.
Um incêndio começou no transmissor de televisão em 3 de janeiro de 1956, danificando o topo da torre. Os reparos levaram um ano e, em 1957, a atual antena de rádio foi adicionada ao topo. Em 1964, a Torre Eiffel foi oficialmente declarada monumento histórico por André Malraux, então Ministro da Cultura. Um ano depois, um sistema de elevador adicional foi instalado no pilar norte.
De acordo com entrevistas, em 1967, o prefeito de Montreal, Jean Drapeau, negociou um acordo secreto com Charles de Gaulle para que a torre fosse desmontada e transferida temporariamente para Montreal para servir como marco e atração turística durante a Expo 67. O plano teria sido vetado pela empresa que operava a torre por medo de que o governo francês pudesse recusar a permissão para que a torre fosse restaurada em seu local original.

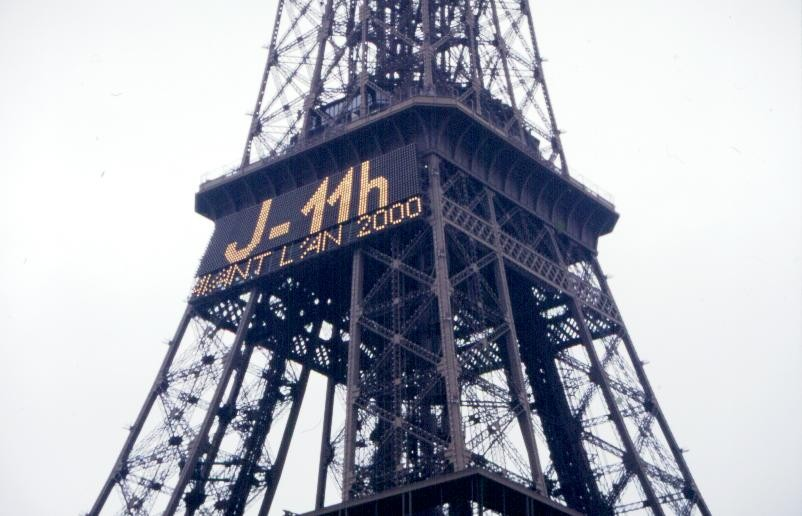
Contagem Regressiva para o Ano 2000 na Torre Eiffel, Paris, França

Para a celebração da "Contagem Regressiva para o Ano 2000" em 31 de dezembro de 1999, luzes piscantes e holofotes de alta potência foram instalados na torre. Durante os últimos três minutos do ano, as luzes foram acesas a partir da base da torre e continuando até o topo para receber 2000 com um grande espetáculo de fogos de artifício. Uma exposição acima de uma cafeteria no primeiro andar comemora este evento. Os holofotes no topo da torre faziam dela um farol no céu noturno de Paris e 20 mil lâmpadas piscantes davam à torre uma aparência brilhante por cinco minutos a cada hora. As luzes brilharam em azul por várias noites para anunciar o novo milênio em 31 de dezembro de 2000. A iluminação brilhante continuou por 18 meses até julho de 2001. As luzes brilhantes foram acesas novamente em 21 de junho de 2003 e a exibição foi planejada para durar 10 anos antes que eles precisassem ser substituídos.
A torre recebeu seu 200 000 000º hóspede em 28 de novembro de 2002. A torre operou em sua capacidade máxima de cerca de 7 milhões de visitantes por ano desde 2003. Em 2004, a Torre Eiffel começou a abrigar uma pista de gelo sazonal no primeiro nível. Um piso de vidro foi instalado no primeiro nível durante a reforma de 2014.

## Projeto

### Material
A poça de ferro (ferro forjado) da Torre Eiffel pesa 7 300 toneladas e a adição de elevadores, lojas e antenas elevou o peso total para aproximadamente 10 100 toneladas. Como demonstração da economia do projeto, se as 7 300 toneladas de metal na estrutura fossem derretidas, preencheria a base quadrada, 125 metros de cada lado, a uma profundidade de apenas 6,25 cm assumindo que a densidade do metal seja de 7,8 toneladas por metro cúbico. Além disso, uma caixa cúbica ao redor da torre (324 m × 125 m × 125 m) conteria 6 200 toneladas de ar, pesando quase tanto quanto o próprio ferro. Dependendo da temperatura ambiente, o topo da torre pode se afastar do sol em até 18 cm devido à expansão térmica do metal no lado voltado para o sol.

### Considerações sobre o vento
Quando foi construída, muitos ficaram chocados com a forma ousada da torre. Eiffel foi acusado de tentar criar algo artístico sem levar em conta os princípios da engenharia. No entanto, ele e sua equipe — construtores de pontes experientes — entendiam a importância das forças do vento e sabiam que, se iam construir a estrutura mais alta do mundo, precisavam ter certeza de que ela poderia resistir a elas. Em entrevista ao jornal Le Temps publicada em 14 de fevereiro de 1887, Eiffel disse:
Não é verdade que as próprias condições que dão força também se conformam às regras ocultas da harmonia? … Agora, a que fenômeno eu tive que dar minha principal preocupação ao projetar a Torre? Era a resistência ao vento. Bem então! Considero que a curvatura das quatro bordas externas do monumento, que é como o cálculo matemático ditou que deveria ser… dará uma grande impressão de força e beleza, pois revelará aos olhos do observador a ousadia do projeto como um todo.
Ele usou métodos gráficos para determinar a força da torre e evidências empíricas para explicar os efeitos do vento, em vez de uma fórmula matemática. Um exame minucioso da torre revela uma forma basicamente exponencial. Todas as partes da torre foram superprojetadas para garantir a máxima resistência às forças do vento. Assumiu-se que a metade superior não tinha lacunas na treliça. Nos anos desde que foi concluído, os engenheiros apresentaram várias hipóteses matemáticas na tentativa de explicar o sucesso do projeto. A mais recente, concebida em 2004 após a tradução para o inglês de cartas enviadas por Eiffel à Sociedade Francesa de Engenheiros Civis em 1885, é descrita como uma equação integral não linear baseada em contrabalançar a pressão do vento em qualquer ponto da torre com a tensão entre os elementos de construção nesse ponto. A Torre Eiffel oscila até 9 cm com o vento.

### Alojamento

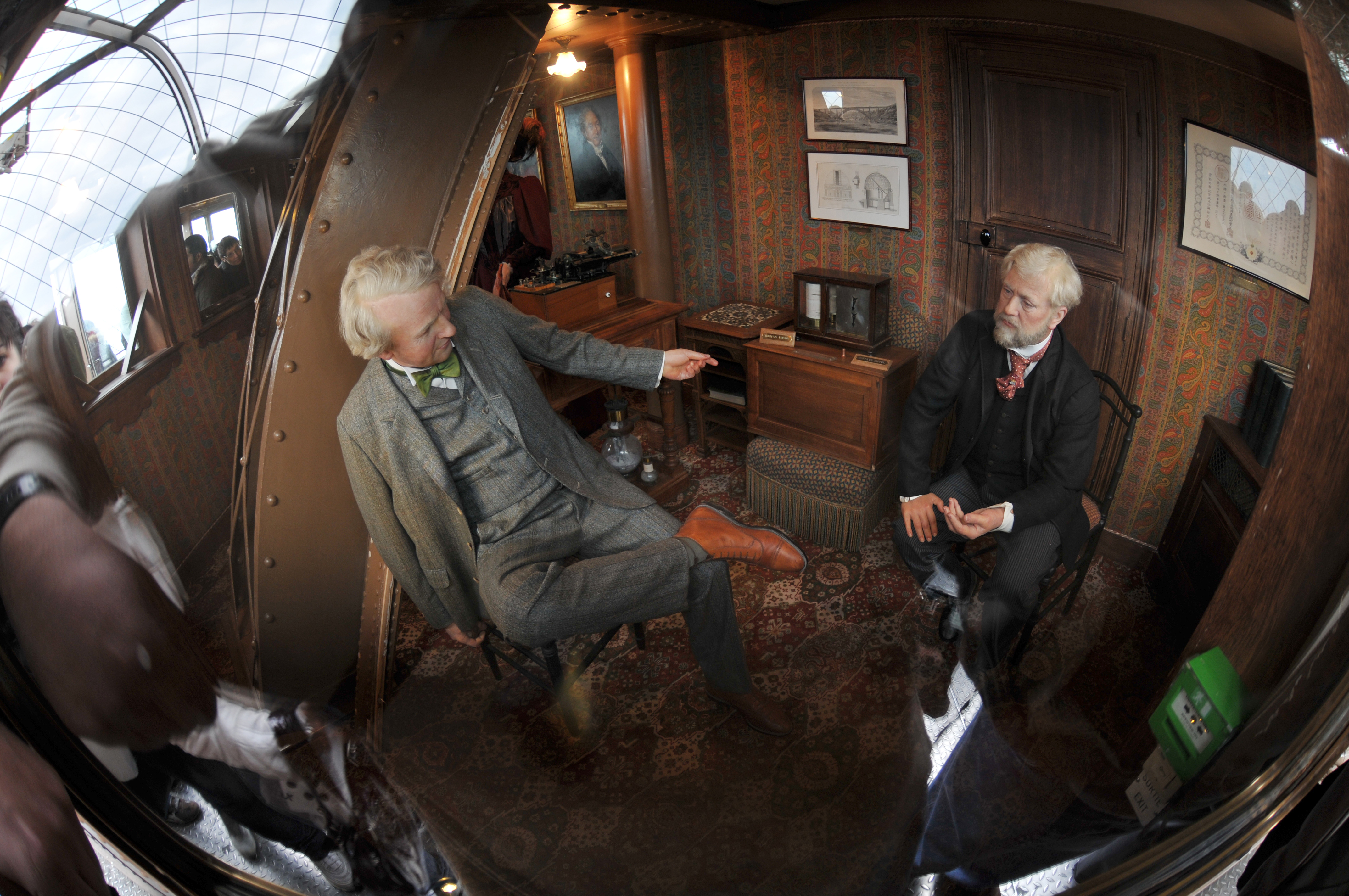
O apartamento de Gustave Eiffel na torre

Quando originalmente construído, o primeiro nível continha três restaurantes — um francês, um russo e um flamengo — e um "Bar anglo-americano". Após o encerramento da exposição, o restaurante flamengo foi convertido em um teatro de 250 lugares. Um passeio de 2,6 metros de largura percorria a parte externa do primeiro nível. No topo, havia laboratórios para vários experimentos e um pequeno apartamento reservado para Gustave Eiffel receber convidados, que agora está aberto ao público, com decorações de época e manequins realistas de Eiffel e alguns de seus convidados notáveis.
Em maio de 2016, foi criado um apartamento no primeiro nível para acomodar quatro vencedores da competição durante o Campeonato Europeu de Futebol de 2016 em Paris, em junho. O apartamento tem uma cozinha, dois quartos, uma sala e vista para pontos turísticos de Paris, incluindo o Sena, Sacré-Cœur e Arco do Triunfo.

### Elevadores de passageiros
A disposição dos elevadores foi alterada várias vezes durante a história da torre. Dada a elasticidade dos cabos e o tempo gasto para alinhar os carros com os patamares, cada elevador, em serviço normal, leva em média 8 minutos e 50 segundos para fazer a ida e volta, gastando em média 1 minuto e 15 segundos em cada nível. O tempo médio de viagem entre os andares é de 1 minuto. O mecanismo hidráulico original está em exibição pública em um pequeno museu na base das pernas leste e oeste. Como o mecanismo requer lubrificação e manutenção frequentes, o acesso público é frequentemente restrito. O mecanismo de corda da torre norte pode ser visto quando os visitantes saem do elevador.

### Nomes gravados

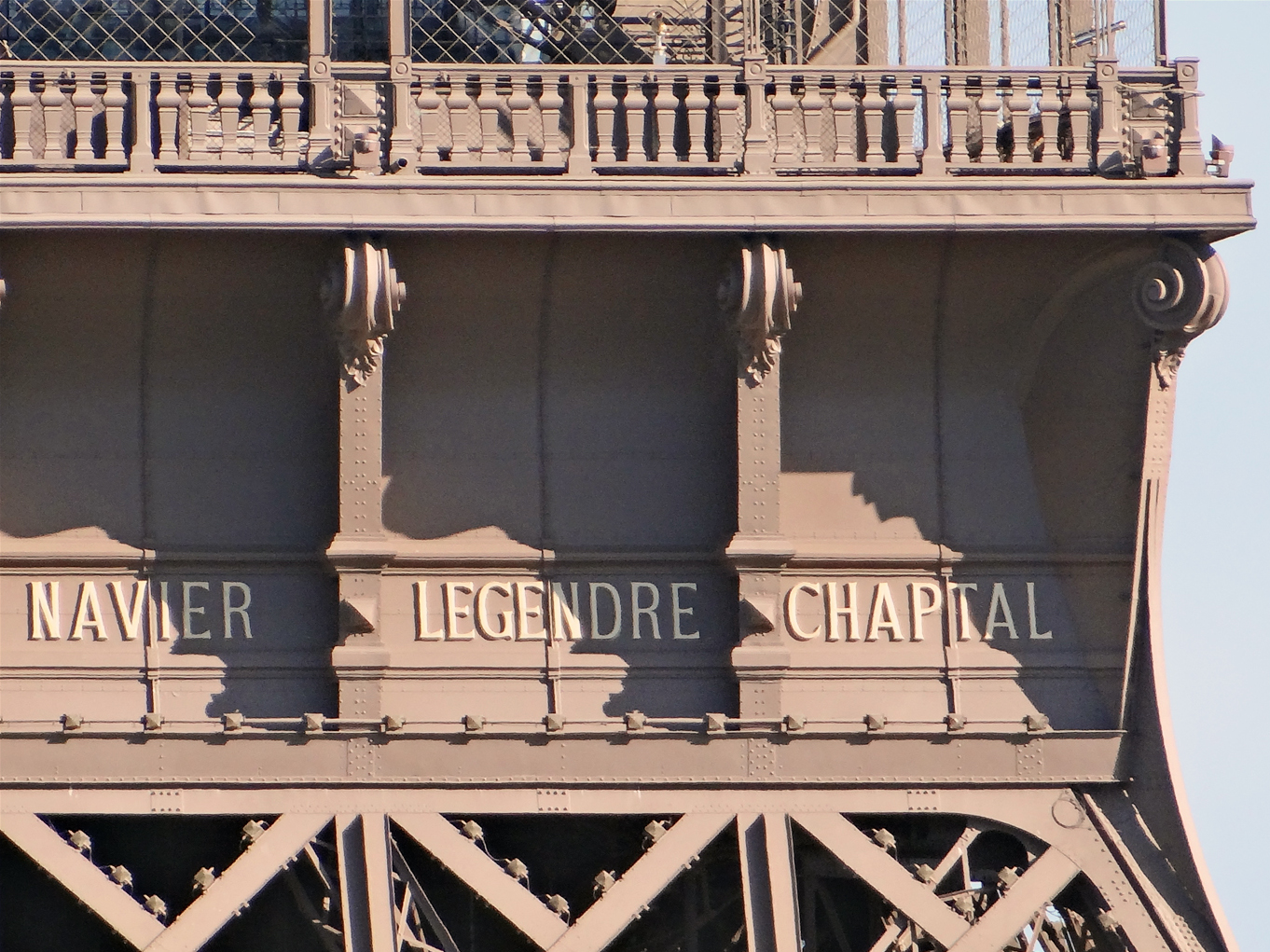
Nomes gravados na torre

Gustave Eiffel gravou na torre os nomes de 72 cientistas, engenheiros e matemáticos franceses em reconhecimento às suas contribuições para a construção da torre. Eiffel escolheu essa "invocação da ciência" por causa de sua preocupação com o protesto dos artistas na época da construção da torre. No início do século XX, as gravuras foram pintadas, mas foram restauradas em 1986-87 pela Société Nouvelle d'exploitation de la Tour Eiffel, uma empresa que opera a torre.

### Estética
A torre é pintada em três tons: mais claro na parte superior, ficando progressivamente mais escuro na parte inferior para complementar o céu parisiense. Originalmente era marrom avermelhado; isso mudou em 1968 para uma cor de bronze conhecida como "marrom Torre Eiffel".
Os únicos elementos não estruturais são os quatro arcos decorativos em grelha, acrescentados nos esboços de Sauvestre, que serviram para tornar a torre mais substancial e para fazer uma entrada mais impressionante à exposição.
Um clichê de filme de cultura pop é que a vista de uma janela parisiense sempre inclui a torre. Na realidade, como as restrições de zoneamento limitam a altura da maioria dos edifícios em Paris a sete andares, apenas um pequeno número de edifícios altos tem uma visão clara da torre.

### Manutenção
A manutenção da torre inclui a aplicação de 60 toneladas de tinta a cada sete anos para evitar que ela enferruje. A torre foi completamente repintada pelo menos 19 vezes desde que foi construída. Tinta com base em chumbo ainda estava sendo usada em 2001, quando a prática foi interrompida por preocupação com o meio ambiente.

## Turismo

### Popularidade

Número de visitantes por ano entre 1889 e 2004

Mais de 250 milhões de pessoas visitaram a torre desde que foi concluída em 1889. Em 2015, houve 6,91 milhões de visitantes. A torre é o monumento pago mais visitado do mundo. Uma média de 25 mil pessoas sobem a torre todos os dias, o que pode resultar em longas filas.

### Restaurantes

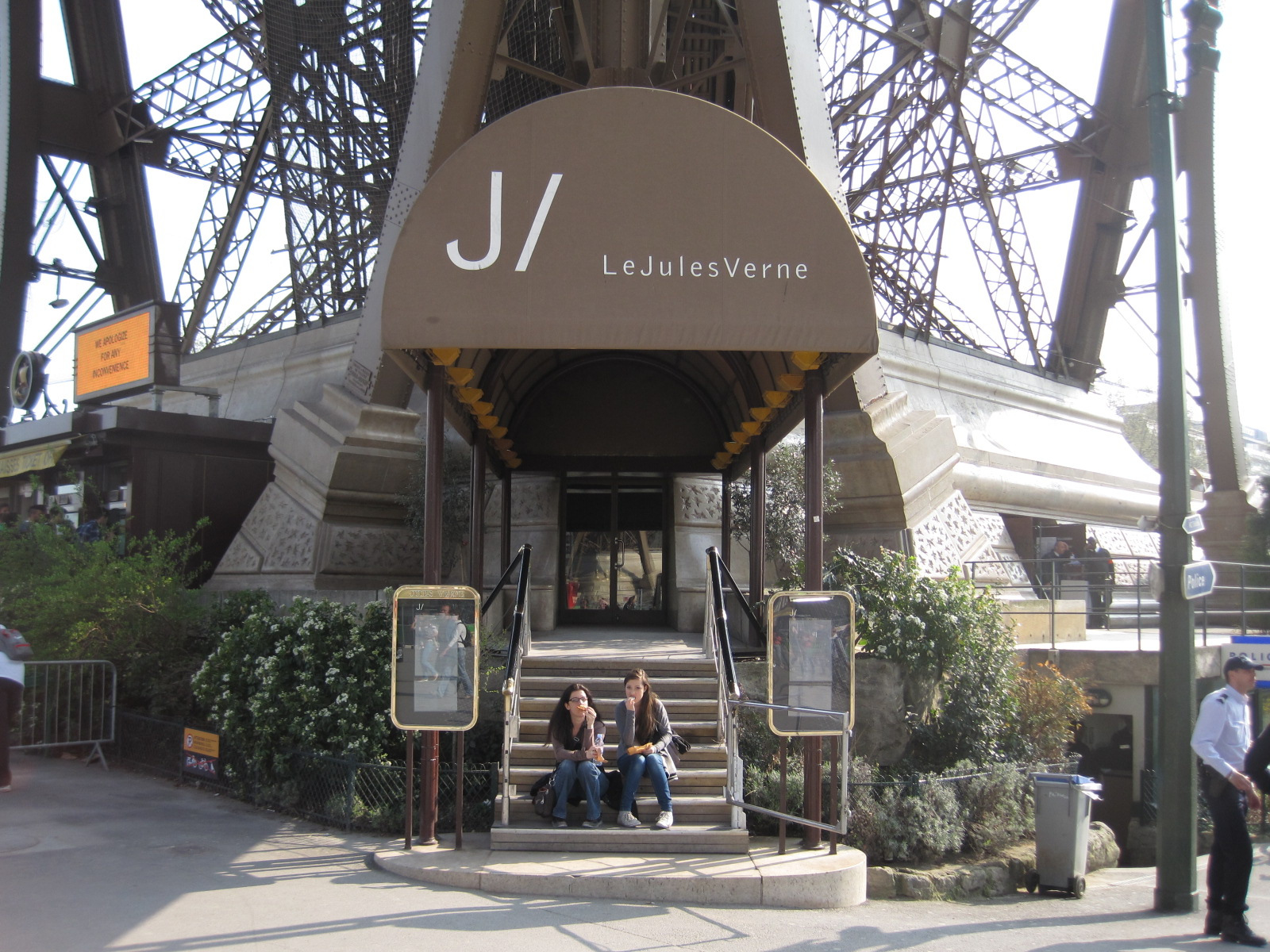
Restaurante Le Jules Verne

A torre tem dois restaurantes: Le 58 Tour Eiffel no primeiro nível, e Le Jules Verne, um restaurante gourmet com elevador próprio no segundo nível. Este restaurante tem uma estrela no Guia Michelin. Foi dirigido pelo chef Alain Ducasse de 2007 a 2017. A partir de maio de 2019, será administrado pelo chef Frédéric Anton.
De 1937 a 1981, havia um restaurante perto do topo da torre. Foi removido devido a considerações estruturais; engenheiros determinaram que era muito pesado e estava causando a queda da torre. Este restaurante foi vendido a um dono de restaurante americano e transportado para Nova Iorque e depois para Nova Orleães, Estados Unidos, onde foi reconstruído na orla do Garden District como restaurante e salão de eventos posterior.

### Transporte
A estação de metrô de Paris mais próxima é Bir-Hakeim e a estação RER mais próxima é Champ de Mars-Tour Eiffel.

## Réplicas

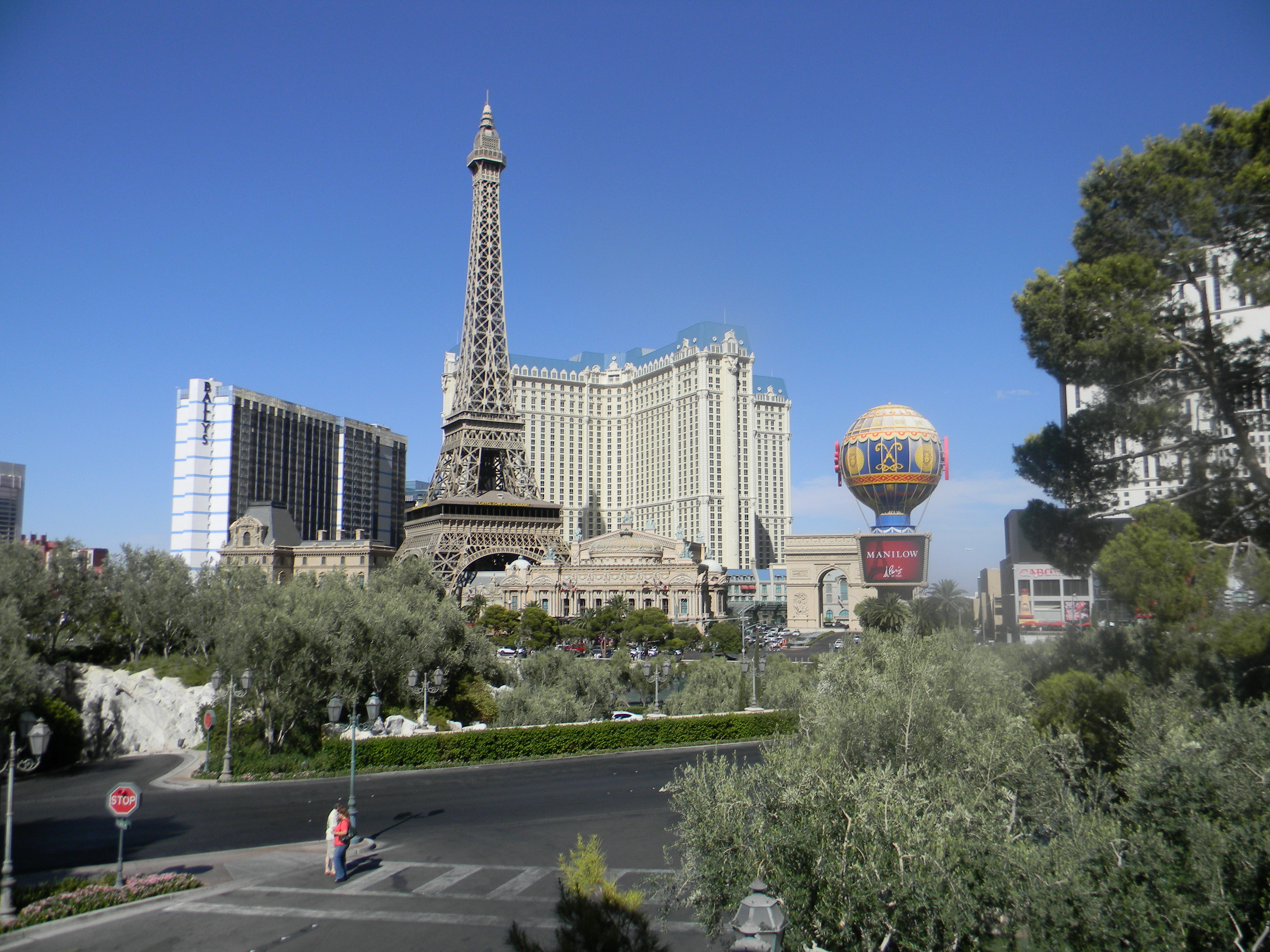
Réplica no hotel Paris Las Vegas, Nevada, Estados Unidos

Como um dos marcos mais emblemáticos do mundo, a Torre Eiffel foi a inspiração para a criação de muitas réplicas e torres semelhantes. Um exemplo precoce é a Torre de Blackpool, na Inglaterra. O prefeito de Blackpool, Sir John Bickerstaffe, ficou tão impressionado ao ver a Torre Eiffel na exposição de 1889 que encomendou uma torre semelhante para ser construída em sua cidade. Foi inaugurada em 1894 e tem 158,1 m de altura. A Torre de Tóquio no Japão, construída como torre de comunicações em 1958, também foi inspirada na Torre Eiffel.
Existem vários modelos em escala da torre nos Estados Unidos, incluindo uma versão em meia escala no Paris Las Vegas, Nevada, um em Paris, Texas, construído em 1993, e dois modelos em escala 1:3 em Kings Island, localizado em Mason, Ohio, e Kings Dominion, Virginia, ambos parques de diversões inaugurados em 1972 e 1975, respectivamente. Dois modelos em escala 1:3 podem ser encontrados na China, um em Durango, México, que foi doado pela comunidade francesa local, e vários em toda a Europa. Em 2011, o programa televisivo Pricing the Priceless no National Geographic Channel especulou que uma réplica em tamanho real da torre custaria aproximadamente 480 milhões de dólares para ser construída.